# Marco Aurélio de Carvalho
Marco Aurélio de Carvalho (São Paulo, 7 de julho de 1977) é um advogado e articulista brasileiro, conhecido por sua atuação em prol das prerrogativas profissionais dos advogados e do direito de defesa. É fundador da Associação Brasileira de Juristas pela Democracia (ABJD) e do Grupo Prerrogativas.

## Carreira
Marco Aurélio de Carvalho formou-se em direito pela Pontifícia Universidade Católica de São Paulo (PUC-SP) em 2001 e foi presidente do Centro Acadêmico "22 de Agosto”, entidade representativa dos estudantes da Faculdade de Direito da instituição, em 1999. Foi secretário de relações públicas da Comissão de Direito Notarial e Registros Públicos da seção paulista da Ordem dos Advogados do Brasil (OAB-SP). e membro da Comissão de Proteção de Dados e Privacidade da OAB-RJ. Também é membro do Sindicato dos Advogados do Estado de São Paulo.
Integra o conselho editorial do Brasil 247.
Em janeiro de 2020 seu nome foi incluído entre potenciais pré-candidatos à Prefeitura de São Paulo pelo Partido dos Trabalhadores (PT), segundo informações divulgadas nos principais jornais do Brasil.

## Atuação como articulista
A partir de 2017, Marco Aurélio de Carvalho inicia sua atuação como articulista publicando em alguns dos principais veículos de mídia do país, incluindo Folha de S.Paulo, O Estado de São Paulo, Poder 360, Congresso em Foco, Brasil 247, e veículos especializados como Consultor Jurídico, Migalhas e JOTA.
Participa da fundação da Associação Brasileira de Juristas pela Democracia (ABJD) em maio de 2018 e do Grupo Prerrogativas em 2019. Tais entidades assumem relevância no debate nacional em torno de questões como o processo do ex-presidente Luiz Inácio Lula da Silva, o Pacote Anticrime aprovado pelo Congresso Nacional em dezembro de 2019, a polêmica em torno do jornalista Glenn Greenwald e do episódio da Vaza Jato e a investigação do assassinato de Marielle Franco.
Em dezembro de 2019 o presidente da Ordem dos Advogados do Brasil (OAB), Felipe Santa Cruz, prestou homenagem ao Grupo Prerrogativas durante a última sessão do ano do conselho da entidade.
Em fevereiro de 2020 foi mencionado pelo presidente Jair Bolsonaro que, ao criticar a cobertura recebida pelo jornal Folha de S.Paulo, citou artigo de Marco Aurélio de Carvalho publicado no jornal e que tratava de Fábio Lula da Silva, filho do ex-presidente Luiz Inácio Lula da Silva, do qual é advogado.

## Livro
- Lenio Luiz Streck; Marco Aurélio de Carvalho, eds. (agosto de 2020), O livro das suspeições: o que fazer quando sabemos que Moro era parcial e suspeito?, ISBN 978-65-00-07047-7, Wikidata Q104035356